# Negevská opereta
Negevská opereta (hebrejsky: האופרה הקלה בנגב, ha-Opera ha-kal be-Negev, anglicky: LOGON - The Light Opera Group of the Negev) je divadelní (operetní) soubor ve městě Be'er Ševa v Izraeli fungující od roku 1981.
Vznikl okolo skupiny amatérských herců a pěvců, kteří v roce 1981 nacvičili ve městě Omer krátkou ukázku z díla Trial by Jury od Arthura Sullivana. Pro velký úspěch se soubor rozhodl nazkoušet celou operetu Ruddigore od téhož autora. V polovině 80. let 20. století již soubor vystupoval ve všech velkých izraelských městech. V roce 1990 představil poprvé jiné dílo než od Arthura Sullivana, konkrétně La belle Hélène od Offenbacha. Později následovaly další adaptace světových operet. V roce 1995 došlo také k uvedení muzikálu Šumař na střeše. Velká část souboru je tvořena Izraelci původem z anglicky mluvících zemí. Soubor si udržuje amatérský charakter a jeho členové mají civilní profese.